# Fontenay-sur-Eure
Fontenay-sur-Eure è un comune francese di 869 abitanti situato nel dipartimento dell'Eure-et-Loir nella regione del Centro-Valle della Loira.

## Società

### Evoluzione demografica
Abitanti censiti